# Edward Stettinius, Jr.
Edward Reilly Stettinius, Jr. (født 22. oktober 1900, død 31. oktober 1949) var en amerikansk politiker og landets 48. udenrigsminister. Han besad posten under Franklin D. Roosevelt og Harry S. Trumans præsidentperioder, fra 1. december 1944 til 27. juni 1945. Efter sin periode som minister var han fra 1945 til 1946 USA's FN-ambassadør.